# Muhalebiu
Muhalebiul (în arabă مهلبية, în franceză mouhallabié) este o budincă de lapte îngroșat cu făină de orez sau grâu, amidon sau griș, populară ca desert în Orientul Mijlociu și odinioară în România. Se numește muhallebi în Turcia și Irak, mahalabia în Egipt, mahalabiyeh în Levant, malabi în Israel și mahalepi în Grecia și Cipru.

## Etimologie
Există o legendă care spune că muhalebiul (în arabă مهلبية, transliterat: mhlbyة) a fost introdus în bucătăria arabă la sfârșitul secolului al VII-lea de către un bucătar persan din ceea ce pe atunci era Imperiul Sasanid, care l-a servit unui general arab pe nume Al-Muhallab ibn Abi Sufra⁠(d). Generalului i-a plăcut atât de mult, încât i-a dat numele său.

## Istorie

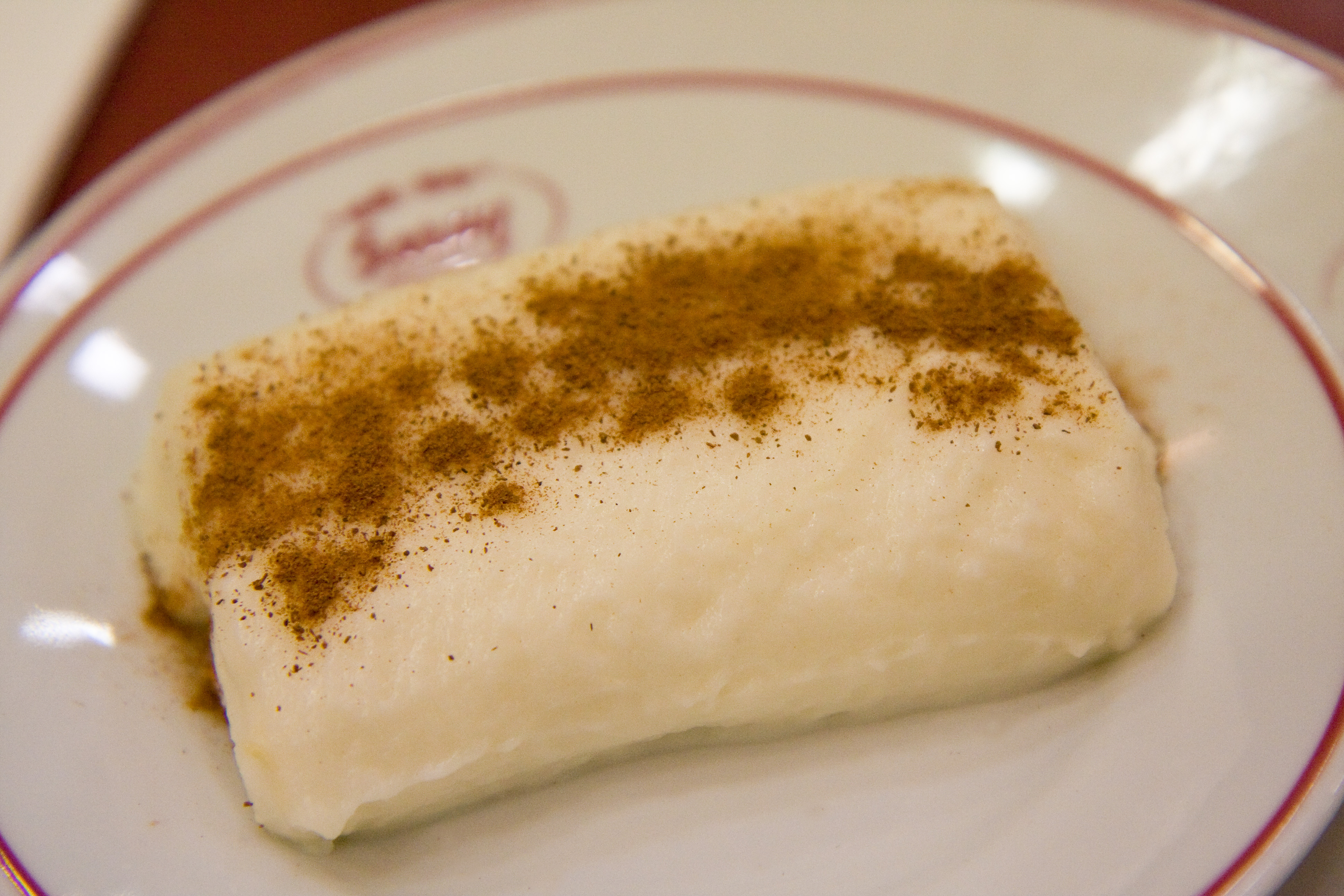
Tavuk göğsü tradițional din bucătăria turcească

Cele mai vechi rețete, care datează din secolul al X-lea, prezentau trei versiuni: lapte îngroșat cu orez măcinat, lapte cu boabe de orez și carne de pui și o cremă de lapte cu ou, fără orez. Printre primele rețete de muhalebiu se numără o lucrare atribuită lui Ibn Sayyar al-Warraq⁠(d) din Bagdad și două cărți de bucate arabe din secolul al XIII-lea, una de al-Baghdadi și alta din Andaluzia, care au o variantă de budincă condimentată făcută cu carne de oaie în loc de pui. Relatarea originilor persane ale budincii provine din cartea de bucate andaluză.
În Evul Mediu, muhalebiul și echivalentul său european, blancmange, se serveau cu bucăți de carne de pui. Există înregistrări din Imperiul Otoman pentru două versiuni de muhallebi: o versiune cu carne de pui mărunțită (în turcă tavuk göğsü) servită în timpul domniei lui Mahomed al II-lea și o rețetă mai târzie, datând din 1530, pentru o versiune fără carne, aromatizată cu apă de trandafiri.
O carte de bucate englezească din secolul al XIX-lea care oferă o rețetă pentru muhalebiu, îl numește tort Ramazan (în engleză Ramazan cake). Rețeta prevede fierberea laptelui împreună cu făină de orez și zahăr până când amestecul scade și se îngroașă. Budinca se aromatizează cu extract de trandafir sau iasomie și se lasă să se răcească înainte de a fi presărată cu zahăr pudră.

## Variante

### Turcia
În prezent, muhalebiul cu piept tocat de pui (în turcă tavuk göğsü) tradițional nu se mai servește pe scară largă în afara Turciei. Această budincă nu are gust de pui, dar carnea mărunțită îi conferă o textură distinctă. În vizita sa în Imperiul Otoman din 1833, marinarul american George Coleman De Kay a notat despre aceast fel de mâncare că "își datorează aroma sa deosebită și excelentă folosirii pieptului unor pui foarte tineri, care este, într-un fel, atât de fin amestecat și încorporat în cremă încât abia dacă se poate distinge". Kazandibi este o variantă a clasicului tavuk göğsü în care un strat subțire de budincă este caramelizat înainte ca crema să fie turnată peste el și lăsată să se întărească. Budinca se servește cu susul în jos, cu partea caramelizată deasupra. De asemenea, în magazinele muhallebici din Istanbul se mai găsesc keșkül, pe bază de migdale, trigo koço, care are în componență fructe uscate, și "fırın sütlaç", o variantă coaptă a muhalebiului.

### Levant

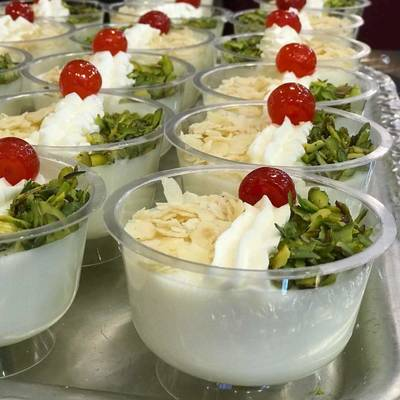
Stilul sirian de a servi muhalebiu

În Siria, există o variantă de muhalebiu numită în arabă بالوظة, transliterat: balouza, care este servită cu un strat de jeleu de portocale sau sirop de trandafiri deasupra. Muhalebiul vândut în restaurantele din Siria este cel mai des servit cu un topping format din trei dungi de fulgi de migdale, smântână, fistic feliat și o cireașă maraschino.
Malabi israelian (în ebraică מלבי) este acoperit cu fulgi de fistic, nucă de cocos deshidratată și un sirop făcut de obicei cu apă de trandafiri sau apă de flori de portocal și vopsit în roșu aprins folosind colorant alimentar. În unele familii sefarde, malabi este servit în mod tradițional la finalul postului de Iom Kipur. Este, de asemenea, o ofrandă la nunțile evreiești turcești, pentru a simboliza viața dulce care îi așteaptă pe cei doi miri. Apa de trandafir este o aromă populară pentru malabi la sefarzii, care numesc Șavuotul Sărbătoarea Trandafirilor.

### Grecia și Cipru

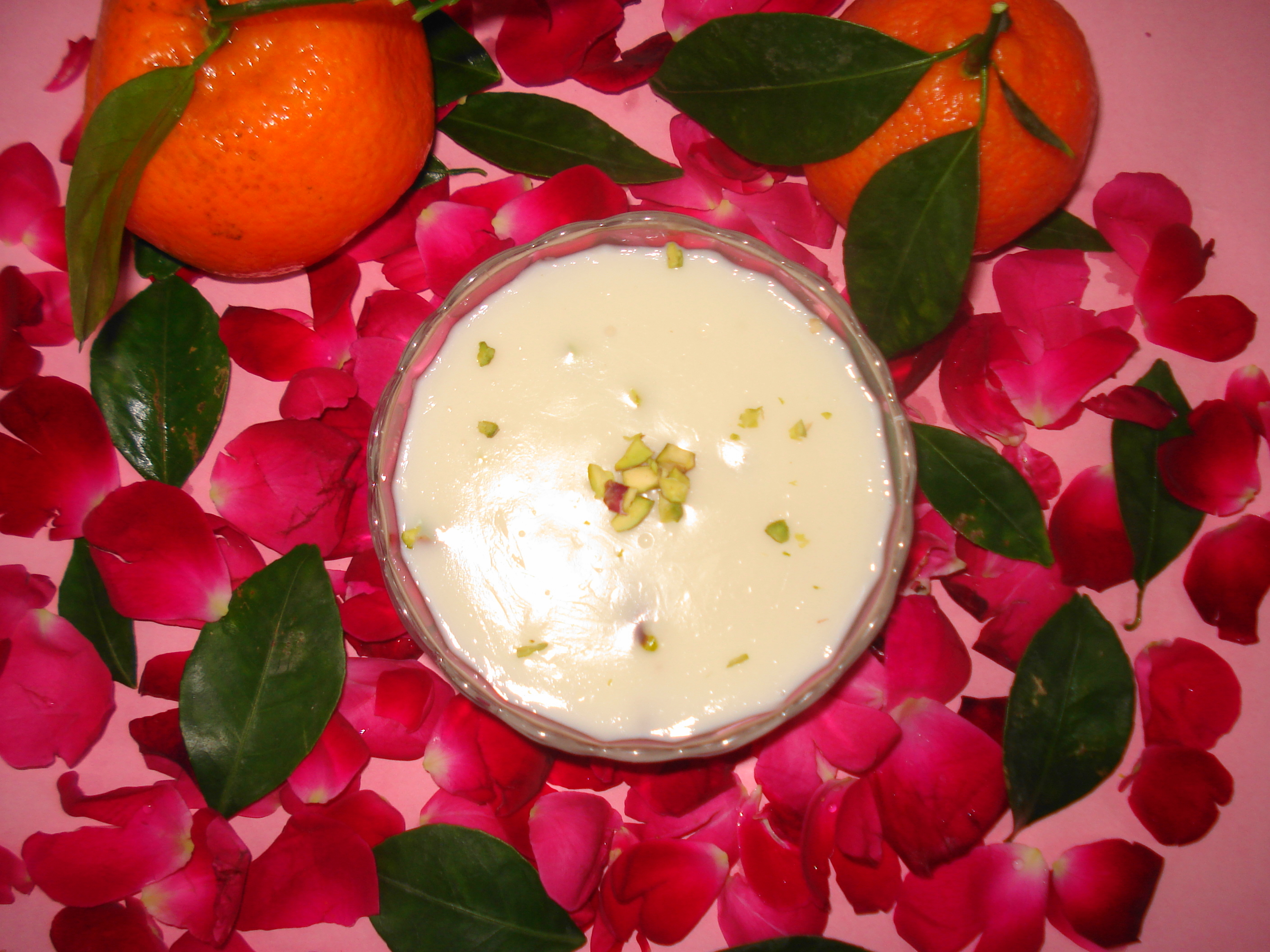
Mahalabia egipteană ornata cu nuci tocate

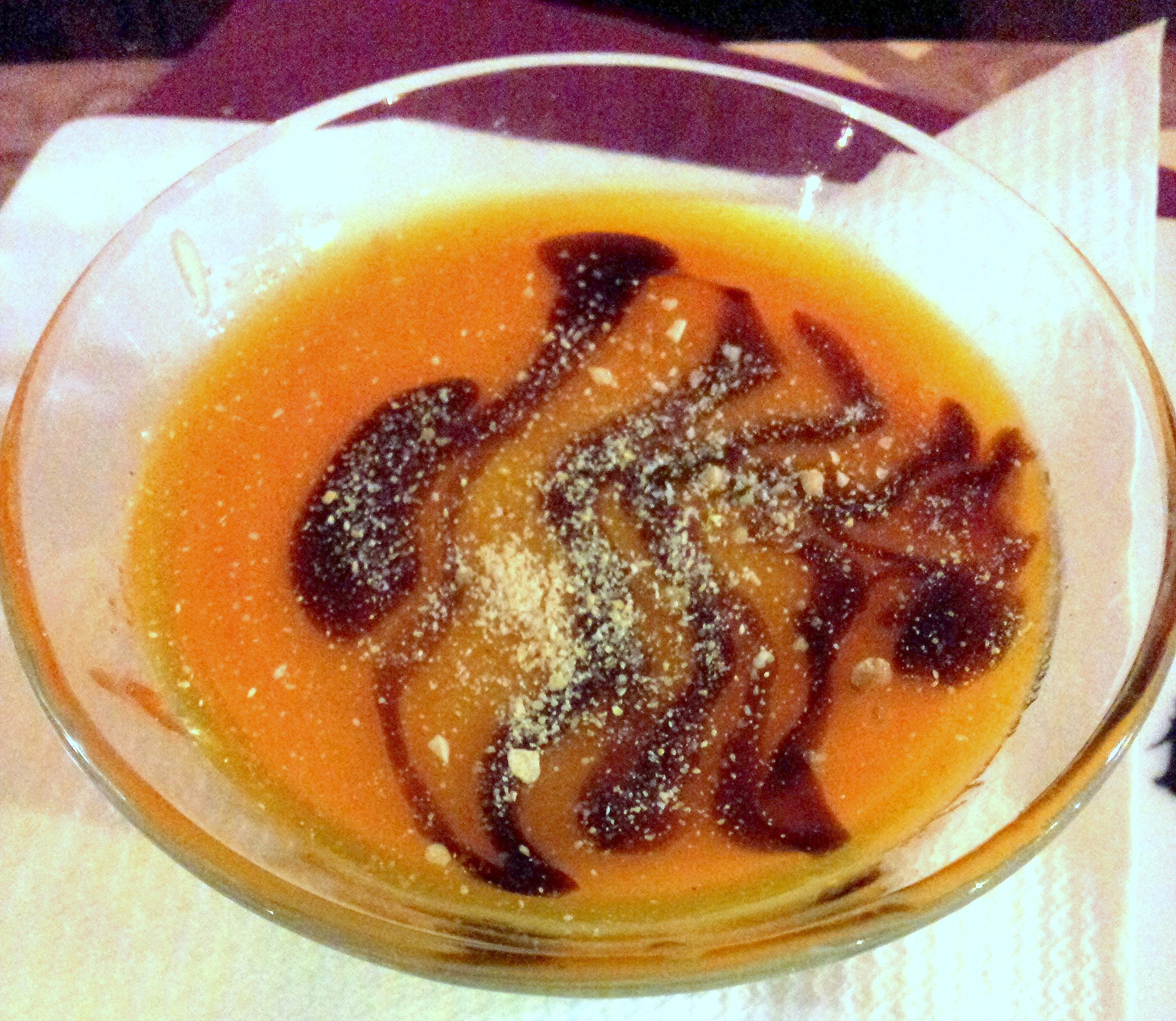
Mahalabiya în stil marocan cu aromă de portocale

În Cipru, desertul este numit mahalepi (în greacă μαχαλλεπί) și poate fi găsit și într-o versiune fără lactoză făcută din apă, zahăr, amidon de porumb și apă de trandafiri. Când muhalebiul este întărit, ciprioții adaugă deasupra un sirop gros de trandafiri numit triantafyllo (greacă τριαντάφυλλο).

### România
Muhalebiul a fost un desert popular în secolele al XIX-lea și al XX-lea, gătit într-o variantă simplă cu lapte și apă de trandafir, amidon de porumb sau făină de grâu pentru îngroșare și servit cu fistic și zahăr pudră. În Dobrogea se face și în prezent o variantă de muhalebiu cu must din struguri în loc de lapte, servită cu miez de nucă și zahăr.

## Utilizare în deserturi
Muhalebiul este folosit ca o componentă a multor deserturi în stil tradițional. Selanik tatlısı, atribuit bucătăriilor istorice din Salonic, se face prin îngroșarea muhalebiului, combinatului cu ouă și coacerea cu un aluat îndulcit. Desertul se înmoaie în sirop de zahăr înainte de a fi servit. Tot din Salonic provine baclavaua cu muhalebiu, un desert similar cu galaktoboureko grecesc.